# Качковиці
Качковиці (пол. Kaczkowice) — село в Польщі, у гміні Бейсці Казімерського повіту Свентокшиського воєводства.
Населення — 225 осіб (2011).
У 1975-1998 роках село належало до Келецького воєводства.

## Демографія
Демографічна структура на день 31 березня 2011 року:
|          | Загалом | Допрацездатний вік | Працездатний вік | Постпрацездатний вік |
| -------- | ------- | ------------------ | ---------------- | -------------------- |
| Чоловіки | 110     | 18                 | 76               | 16                   |
| Жінки    | 115     | 17                 | 61               | 37                   |
| Разом    | 225     | 35                 | 137              | 53                   |